# 야, 그건 너 귀신이야!
유령, 빌리(Dude, That's My Ghost!)는 Jan Van Rijsselberge가 만든 캐나다 애니메이션 텔레비전 시리즈로, Alphanim의 자회사인 캐나다 애니메이션 Gamount Animation스튜디오에서 제작하였다.

## 방송일
프랑스: 2013년 2월 2일 - 2013년 12월 15일

## 플롯
14세의 영화 제작자 스펜서 라이트에게 비벌리 하이츠는 최고의 스릴 넘치는 라이드이다. 하지만 할리우드 왕족의 고등학교 집에 새로 온 그는 티켓이 없는 아웃사이더이다. 그는 주식 옵션이 아니고, 그는 현금으로 자신의 용돈을 얻을거야 아이의 종류이다. 이 블링과 스타덤 에 자신을 찾는 것은 위협적이다. 다행히도, 그는 그의 가장 친한 친구, 팝 스타 빌리 조 코브라의 유령 형태로 모든 액세스 패스를 가지고 있다.

## 캐릭터

### 주인공
- 스펜서 라이트 : 성우는 라스무스 하디커. 14세 소년이며 시리즈의 주인공이다. 그는 정기적으로 자신의 아마추어 영화를 만들고 유명한 영화 감독이되는 것을 목표로 하는 업다운 영화 제작자이다. 스펜서는 특히 공포와 고어 영화를 좋아하며, 거의 모든 영화가 좀비와 괴물과 어떤 식으로든 관련이 있다. 스펜서는 빌리가 소유한 파란색 기타 픽 목걸이를 입고 그를 만나게 된다. 그는 비벌리 하이츠에 아주 새로운, 그는 표준에서 매우 다른 (부자, 유행, 또는 "할리우드 유형"의 관점에서) 그래서 그는 그의 학교에서 많은 사람들과 충돌하고 그들을 처리하기 위해 빌리에서 도움을 받는다. 그러나 그는 적을 많이 이겼다(교장 폰지, 로로, & 크레트). 마찬가지로, 스펜서는 마담 X와 후버처럼 빌리를 적들로부터 보호함으로써 빌리를 돕는다. 그는 또한 일반적으로 빌리에 의해 발생 하는 문제를 해결 하는 데 도움이, 주로 그의 ectoplaism 및 일반적으로 음모의 효과 와 관련.
- 빌리 조 코브라 : (대런 포먼의 목소리) 빌리는 재미있는 애정, 장난, 활기찬, 재미, 멀티 무브먼트, 미친 유령스펜서의 가장 친한 친구이다. 그가 죽기 전에, 그는 매우 유명한 팝 스타였고 죽음 후 여전히 매우 인기가 있었다. 그는 죽기 전에 자신의 개인 물품 (스펜서의 목걸이)을 착용하지 않는 한 다른 사람을 보거나 들을 수 없다. 빌리의 캐릭터는 형제 중심의 가장 친한 친구와 고정관념, 자기 사랑하는 유명 인사로 구성되어 있다. 그는 스펜서에게 영화를 보며 할리우드에서 의생활에 더 잘 적응하려 하지만, 많은 노력이 일반적으로 더 많은 문제를 일으킨다. 그는 종종 록 스타로서의 자신의 일을 묘사하며, 함께 일하기가 매우 어려웠음을 표현한다 (그는 이틀 늦게 비디오 촬영을 위해 나타났고, 사진 진을 좋아하지 않았기 때문에 공연을 거부했고, 호텔 방을 쓰레기로 만들고 뮤직 비디오를 망쳐 버렸고, 승무원과 직원을 끔찍하게 대했다). 그는 특히 누군가가 그 또는 그의 음악을 모욕 할 때, 약간의 기질이 될 수 있다. 빌리의 거의 모든 노래는 그가 자신을 얼마나 사랑하는지 또는 다른 사람들이 그를 얼마나 사랑하는지에 대한 노래를 포함한다("나는 여전히 나와 사랑에 빠졌어요", "나는 내 인생의 햇살입니다", "당신은 나를 사랑하고 나는 당신을 더 사랑합니다"), 때로는 고정 관념적인 럭셔리 라이프 스타일과 관련된 것들에 관한 것이다 ("큰 요트와 돈"). 빌리는 매우 부유하다 : 사용자 정의 리무진, 여러 개인 제트기, 비행기, 요트, 애완 동물 악어, 스펜서의 가족이 지금 살고있는 저택을 소유하고 있다.

### 주변 인물
- 라지브 바기아티 (라스무스 하디커) - 스펜서의 친구. 그는 이상하고 구피한 십대이자 자칭 여성 남자와 파티 동물이다. 그는 또한 샤닐라의 동생이다. 그는 매우 서투른, 사회적으로 불완전하고 때로는 꽤 나쁜 친구가 될 수 있다(특히 로로를 쫓을 때). 그는 보통 스펜서의 영화에서 주연으로 캐스팅, 다소 부적절한 배우임에도 불구하고, 그는 빌리가 소유한 빨간 버클 벨트를 착용하여 그를 보았다. 그는 로로에 대한 대중의 호감을 가지고 있으며, 그녀의 끊임없는 거부와 증오선언에도 불구하고 애정을 추구하는 데 집요한다.
- 샤닐라 바기아티 (라리사 머레이) - 스펜서의 친구이자 라예프의 여동생이다. 그녀는 동생보다 훨씬 똑똑하며 종종 둘 사이의 상식의 목소리이다. 그녀는 빌리가 그를 만나기 위해 속한 분홍색 팔찌를 착용한다. 그녀는 또한 스펜서에 비밀 호감을 가지고있다.
- 휴 라이트 (이완 베일리) - 스펜서의 아버지이다. 그는 편심이 될 수 있지만, 그는 매우 배려 하는 아버지이다. 그는 회계사로 일하지만 물건을 발명하고 여는 것에 대한 열정을 가지고 있다. 그는 기술 (특히 컴퓨터)에 끔찍하다.
- 제인 라이트 - 스펜서의 엄마이다. 그녀는 또한 편심, 하지만 일반적으로 휴 보다 수준에서 높은 그녀는 또한 머리의 스타일을 사랑한다. 빌리 조 코브라와 라이트의 먼 사촌 관계는 가족의 곁에서 온 것을 암시한다.
- 제시카 라이트 (테레사 갤러거) - 스펜서의 11세 여동생. 그녀는 매우 운동이며 가라데(그녀가 좋아하는 스포츠)에 검은 벨트를 가지고 있다. 그녀는 때때로 조금 짜증이 나고 동생이 "자신에게 이야기하는 것"에 대해 매우 이상하다고 믿는다.
- 말로리 - (테레사 갤러거) - 스펜서가 단념하지 않은 귀엽고 인기있는 소녀이다. 그녀는 매우 친절하고 친절하며 스펜서도 좋아할 것 같다.

### 악당
- 마담 X (라리사 머레이) - 빌리 조 코브라의 매우 부착 된 팬인 신비한 여자. 그녀는 BJC 상품, 사진 및 기념품의 광대 한 컬렉션을 가지고 있으며, 빌리를 캡처하고 그녀의 컬렉션을 완료하기 위해 항아리에 그를 유지하는 그녀의 임무를 만들었다. 그녀는 빌리의 존재를 인식하고 그를 보는 방법을 알고(스펜서와 그의 친구를 제외하고) 유일한 다른 사람(스펜서와 그의 친구를 제외하고) 나타난다. 그녀의 얼굴 의 상단은 항상 화면 밖에서 유지된다.
- 샘 후버 (스티븐 킨먼) - 매우 짧고 버블링 유령 포수와 부인 X의 오른손 남자. 그는 종종 자신의 유령 봉쇄 단위 (일반적으로 수많은 변장과 트릭을 통해)에서 빌리를 잡으려고 시도하지만 오랫동안 그에게 집착 할 수 없다(일반적으로 자신의 무능력 때문에). 후버는 빌리가 소유한 속옷을 입고 그를 만나게 된다. 그의 활동의 기지는 일반적으로 빌리의 저택 밖에 주차 된 밴이다.
- 교장 글렌 폰지 (이완 베일리) - 비벌리 비벌리 고등학교 교장. 그는 스펜서를 미워하는 엄격하고 쓰라린 사람이다(그는 그가 "이상하고 행동의 가고 있다"고 믿는다) 정기적으로 학교에서 그를 쫓아가려고한다. 이 외에도 그는 빌리의 음악을 크게 비판해 왔으며 스펜서와 빌리의 장난을 자주 타깃으로 삼았다. 그는 일반적으로 그의 애완 동물 새 로렌조와 함께 볼 수 있다. 그는 또한 스펜서의 교사인 럼스펠드와 함께 하지 않았지만, 이러한 감정은 왕복하지 않는다.
- 로로 칼로리 - 고정 관념 밸리 소녀 악센트와 풍부하고, 애지중지하고 인기있는 소녀. 그녀는 스펜서 또는 그의 친구를 좋아하지 않는다, 그들은 일반적으로 그녀의 자부심과 "인기" 태도 또는 단순히 (주로 스펜서의 공포 영화 또는 Rajeef의 유혹을 통해)그녀를 물린다. 진정한 파티"는 그녀가 그에게 의미가 있고 항상 그를 거부에도 불구하고, 실제로 라지브처럼 할 수 있음을 보여둔다.
- 클레트 컬레너슨 (대런 포먼) - 스펜서를 괴롭히는 것을 즐기는 근육 머리 희미한 농담을 한다. 그는 학교 스포츠 스타, 매우 물리적, 하지만 고정 관념 농담 지능을 가지고 있으며 일반적으로 스펜서와 빌리에 의해 배신된다.

### 조연
- 뒤로 - (스티븐 킨먼) 위 골드의 소유자이다. 그는 스펜서와 친구인 것 같다.
- 캐스 캐터슨 (테레사 갤러거) - 비벌리 하이츠에서 무슨 일이 일어나고 있는지 자주 보고 하는 뉴스 캐스터이다.
- 배달 남자 - 일반적으로 스펜서와 빌리의 음모의 수신 끝에 끝나는 구피 배달 남자.
- "비누"- 로로와 자주 외출 세 인기있는 여자 : 도린, 몰린과 플로린. 그들의 클라이크 별명은 단순히 그들의 인기 있는 상태 때문에이 작업을 수행을 제안한다.
- 아이스테비 - 하이테크 가제트에 집착 하는 짧고 괴상한 찾고 학생이다. 그는 비트 복싱을 통해 순전히 통신하고 다른 사람은 어떻게 든 이해할 수 있다.
- 애드리안 - 로로의 침묵 보디 가드 / 그녀의 모든 변덕에 응답 조수. 그는 보통 그녀를 위해 라지브를 제거 결국.
- 버디 - (스티븐 킨먼) 남부 악센트와 인기있는 학생. 그는 스턴트맨에 대한 열망을 보인다 자주 그가 자신을 시작하는 데 사용하는 거대한 대포를 사용한다.
- 미스터 럼스펠드 - 스펜서의 홈룸 교사. 폰지 교장은 그녀의 전 학생이었음을 인정하기 때문에 오랫동안 가르치고 있는 것 같다. 그녀는 자신의 불멸의 생각을 그녀에게 보답하지 않는다.
- 로렌조 - 폰지 의 애완 동물 새와 동반자. 그는 폰지와 같은 미니 투프와 안경을 쓰고 있다.
- 그렉 슬릭 - 할리우드의 큰 대중 문화 관련 뉴스를 보도하는 유명 인사 / 엔터테인먼트 쇼의 호스트.